# Julianatunnel
De Julianatunnel in Geleen is een verkeerstunnel onder de spoorlijn Maastricht-Sittard, de bedrijfsspoorweg komend van het expeditieterrein van het bedrijventerrein Chemelot en de randweg Geleen-West.
De tunnel werd noodzakelijk nadat in 1926 in Geleen de Mijn Maurits en in 1929 het nevenbedrijf SBB aan de westzijde van Geleen werden geopend en aansluitend de tussen beide bedrijven gelegen nieuwe volkswijk Lindenheuvel tot ontwikkeling kwam. Veel mijnwerkers die naar de mijn gingen kwamen per trein naar Geleen en stapten uit op het station Geleen-Lutterade. Dit leidde vaak tot gevaarlijke situaties doordat de gehaaste arbeiders na het verlaten van de trein veelvuldig over het spoor liepen om tijdig op hun werk te komen. In 1929 werden plannen ontvouwd om het spoor ter plaatse te ondertunnelen en in het najaar werd aangevangen met de bouw. Opdrachtgever was de Nederlandse Spoorwegen, de ontwerper was ir. Ankersmit van de NS en de uitvoerder de gebr. Huitzing te Winsum en Coevorden. De financiering werd door de NS, de Staatsmijnen in Limburg en de Gemeente Geleen gedaan.
De eigenlijke tunnel heeft een totale lengte van 75 m en bestaat uit drie aparte werken, elk met een tussenruimte voor lichtinval. Het eerste deel is bestemd voor het autoverkeer vanaf het Station Lutterade richting Geleen-Centrum en Krawinkel (later werd hierover de Westelijke randweg voor Geleen geprojecteerd). Over het tweede deel loopt de spoorweg Maastricht-Sittard, over het derde deel loopt een bedrijfsspoorweg, aanvankelijk voor de kolentreinen komende van de voormalige Staatsmijn Maurits en later voor ketel- en kunstmestwagons komende van het SBB en de bedrijfsexpeditie van Chemelot.

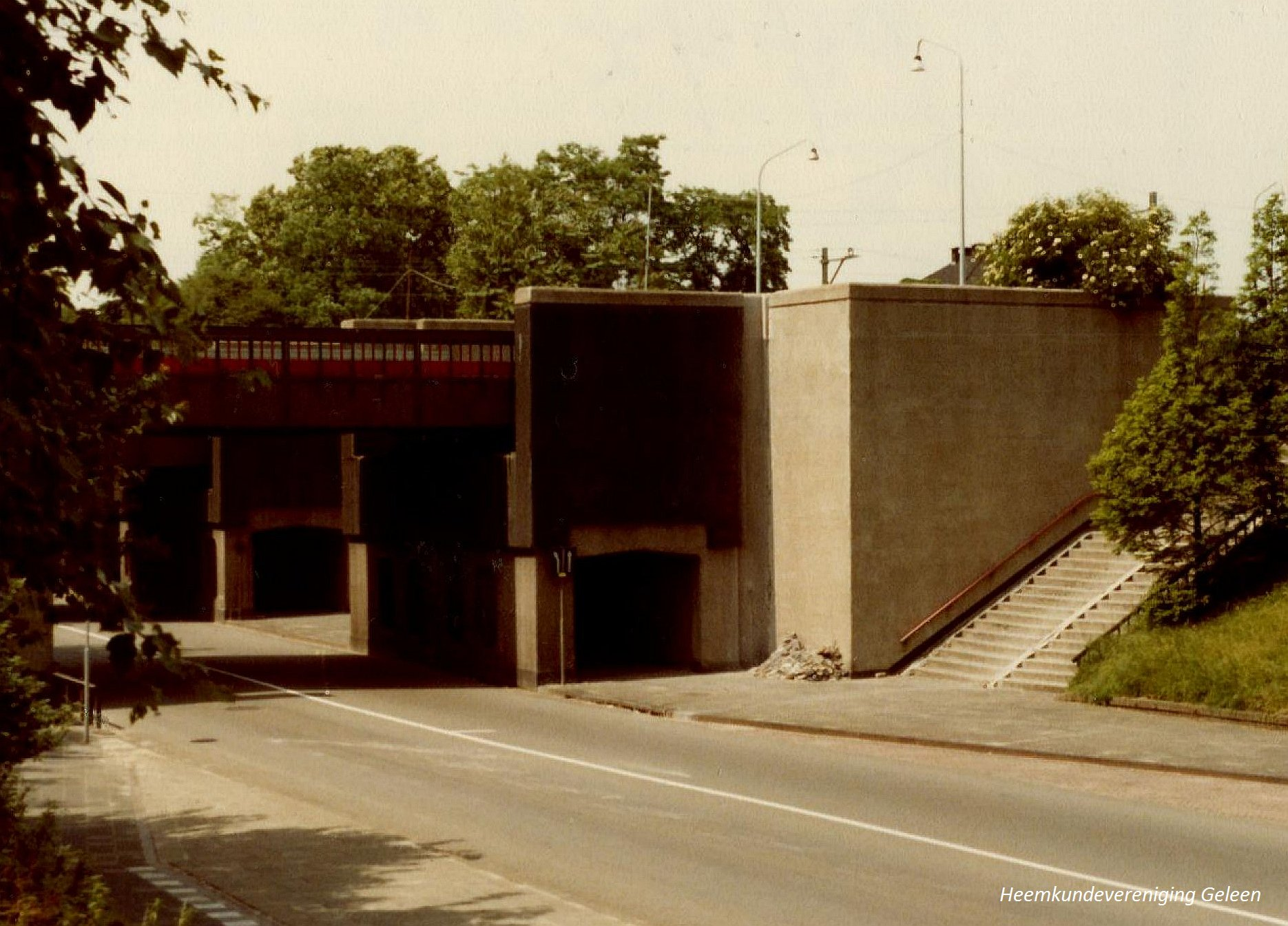
De Julianatunnel Geleen in 1981

De breedte van de tunnel is ruim 16 m en heeft drie doorgangen. Aanvankelijk was de middelste met een breedte van 10 meter bestemd voor het autoverkeer en fietsers en de beide andere aan weerszijden gelegen doorgangen met elk een breedte van 3 meter voor voetgangers. Later, toen het autoverkeer aanmerkelijk toenam en na meerdere ongelukken, werden de voetgangerstunnels uit veiligheidsoverweging ook bestemd voor fietsers. Tussen de tunneldelen onderling zijn honingraatvormige lichtgaten aangebracht. De tunnel is voorzien van een wateropvang met pompinstallatie om hemelwater af te voeren.
Oorspronkelijk werd aan beide ingangen van de tunnel een trap voorzien als verbinding voor voetgangers met enerzijds het station en anderzijds met de ingang van de Mijn Maurits. Later toen de Maurits overstapte naar groepsvervoer van de mijnwerkers met zo genoemde koelbösse (mijnbussen), werden deze trappen minder relevant en werden deze zelfs deels gesloopt.
De tunnel werd op prinsessedag 30 april 1931 feestelijk geopend, vandaar de naam Julianatunnel. In het bijzijn van alle belanghebbende partijen, de NS, de Staatsmijnen, de Gemeente Geleen en de aannemer werd er tweemaal een lint doorgeknipt. Eenmaal aan de zijde van Geleen Centrum door burgemeester Damen en eenmaal aan de westzijde waar gelijktijdig de nieuwe Mijnweg naar de Maurits en de tunnelopgang richting Burgemeester Lemmensstraat, de weg naar het verder gelegen SBB, waren aangelegd. Hier werd het lint doorgeknipt door de directeur van de Staatsmijnen, Ir. van Iterson.
Aansluitend aan de bouw van de tunnel werd ter ontlasting van het spoor en de spoorwegovergang door mijnwerkers naar Geleen-West tevens een nieuw spoorwegstation gerealiseerd voor Geleen-Lutterade. Dit station werd een jaar later in gebruik genomen en verving het oude gebouw uit 1863.
De tunnel is door de gemeente Sittard-Geleen als gemeentelijk monument 2883/GM096 aangemerkt. Met de aanleg van de Westelijke Randweg is de tunnel aangepast en gerestaureerd.